# Tach Darvoza

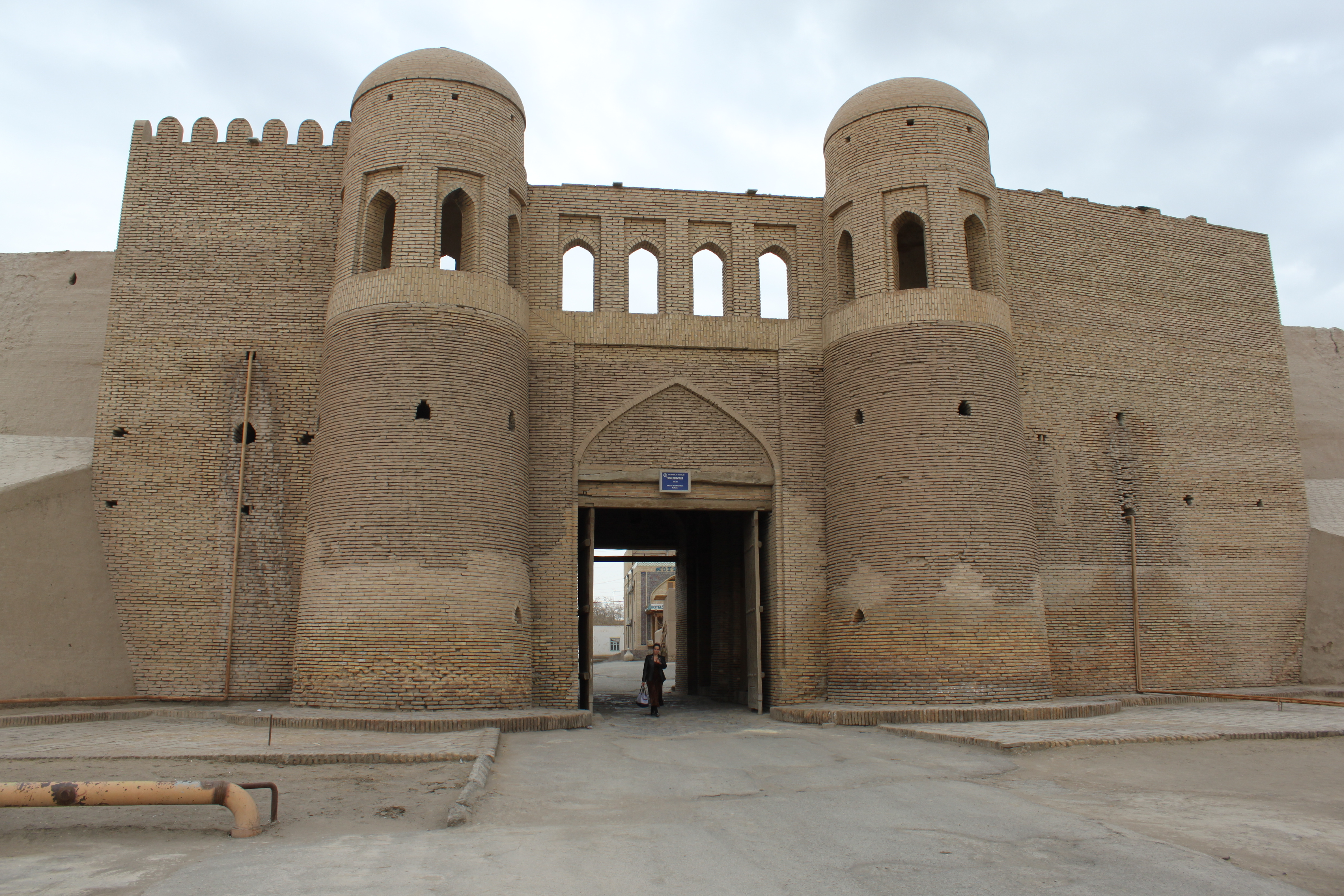
Vue de la Tach Darvoza.

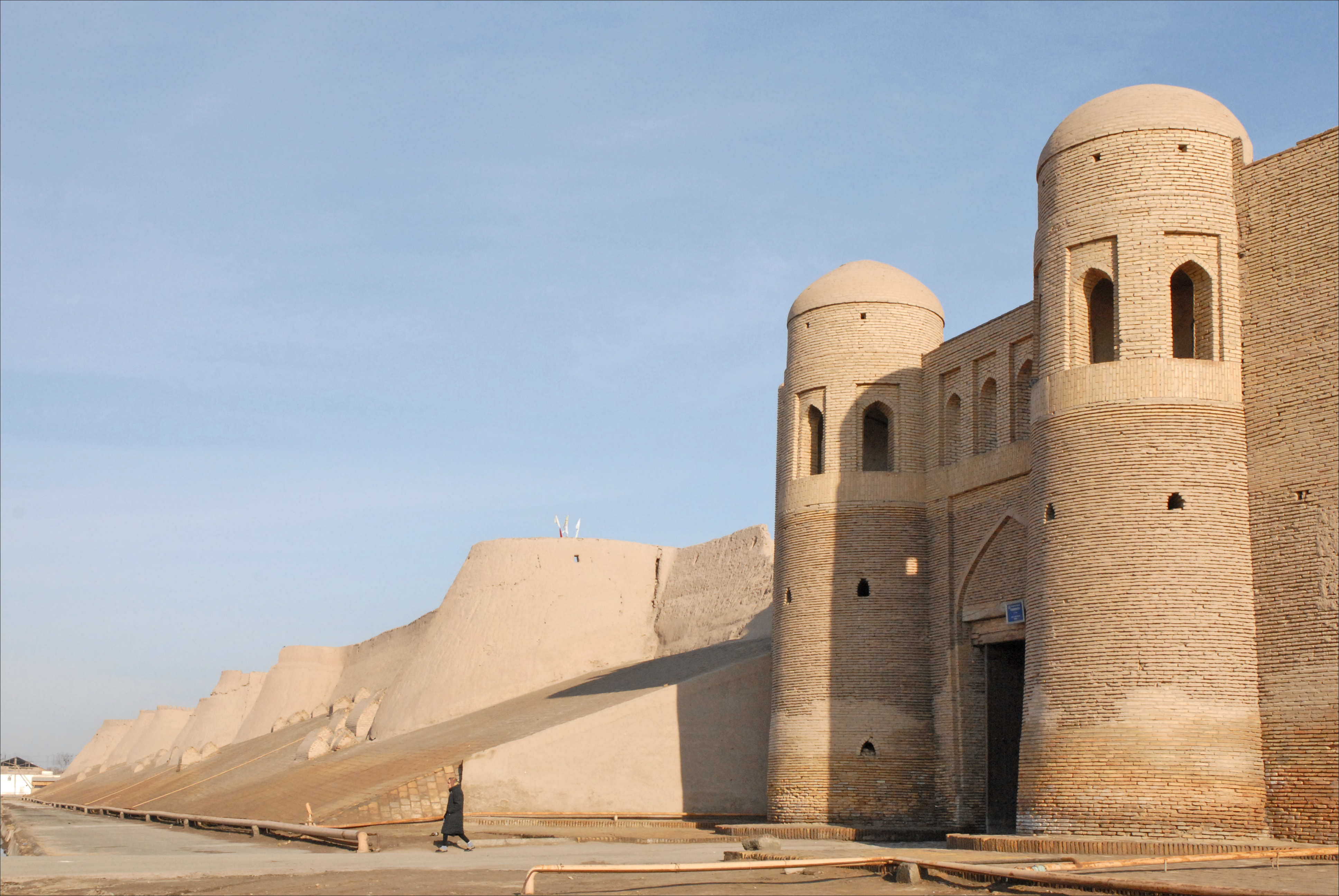
Vue de la porte et de la muraille.

La porte Tach Darvoza (Porte Sud), ou porte de pierre, est une des portes de la ville de Khiva en Ouzbékistan, autour d'Itchan Kala.
Elle a été construite en 1830 sur ordre du souverain du khanat de Khiva, Alla Kouli Khan. C'était le point d'arrivée des caravanes en provenance de la mer Caspienne.
Elle est flanquée de deux tourelles et cantonnée de murs dont l'un a conservé ses créneaux.